# Limnodynastidae
Limnodynastidae (Lynch, 1969) è una famiglia di anfibi dell'ordine degli Anuri, presenti in Australia, Nuova Guinea e nelle Isole Aru. 

## Tassonomia
La famiglia comprende 43 specie raggruppate in otto generi:
- Adelotus Ogilby, 1907 (1 sp.)
- Heleioporus Gray, 1841 (6 sp.)
- Lechriodus Boulenger, 1882 (4 sp.)
- Limnodynastes Fitzinger, 1843 (11 sp.)
- Neobatrachus Peters, 1863 (9 sp.)
- Notaden Günther, 1873 (4 sp.)
- Philoria Spencer, 1901 (6 sp.)
- Platyplectrum Günther, 1863 (2 sp.)

Prima della revisione tassonomica, Limnodynastidae era considerata una sottofamiglia dei Myobatrachidae.